# Pa'l Norte 2013
Pa'l Norte 2013 fue la segunda edición de este festival. Inicialmente programado a realizarse por ocasión consecutiva en el Parque Diego Rivera, se llevó a cabo en el Parque Fundidora de la ciudad de Monterrey el 9 de noviembre del mismo año.

## Desarrollo
A finales de 2013 se realizó la segunda edición del festival bajo el nombre “Pa’l Norte Music Fest”; al igual que su predecesor, con duración de 1 día. Esta ocasión tuvo la participación de 37 artistas, siendo Inna el primer acto internacional en aparecer en la historia del festival.
El evento acarreó gran polémica por meses debido a que el municipio de San Pedro no accedía a otorgar el permiso para la realización del evento. Finalmente, un mes antes del evento se les informó que no contaban con el permiso para realizarlo en el Parque Diego Rivera, y la empresa organizadora del evento tuvo que buscar otra sede. El evento se realizó en el Parque Fundidora, teniendo aún más espacio y seguridad de la que se planeaba.
Los boletos del evento tuvieron un costo de $550 la entrada general y $850 la entrada VIP, nuevamente de venta en Ticketmaster. El evento tuvo dos escenarios: “Unión Indio” e “Indio”, aunado a una carpa alterna con capacidad de 6,000 personas en donde se presentaron artistas de música electrónica. Además se incorpora Pa’l Mercado, un mercado con artesanías con la idea de impulsar a emprendedores regionales. 
En este mismo año se crea el escenario “Sorpresa” donde se presentan artistas no incluidos en el cartel, inaugurándose con la interpretación de La Leyenda.

## Line up
Para la segunda edición del festival, los artistas invitados incluyeron a: Julieta Venegas, Café Tacvba, Babasonicos, Kinky, Pxndx, Los Claxons, Inna, Fobia, Natalia Lafourcade, Porter, Ximena Sariñana, y más. Los horarios se relevaron vía Facebook el 4 de noviembre para los escenarios principales, y el día siguiente para la carpa Coca Cola Zero Club.

### Unión Indio
| Sábado |
| --- |
| - Babasónicos - Kinky - Pxndx - Porter - Natalia Lafourcade - Hello Seahorse! - Genitallica - Románticos de Zacatecas - Miami Mami |

### Indio
| Sábado |
| --- |
| - Inna - Café Tacvba - Fobia - Los Claxons - Julieta Venegas - División Minúscula - Ximena Sariñana - Resorte - Niple |

### Coca Cola Zero Club
| Sábado |
| --- |
| - A Band of Bitches - DJ Lukas - Les Vagabonds - La Royale - Dberrie - Lance Herbstrong - Radio Rebelde - Mr Rodriguez - Daniela Spalla - Mexican Dubwiser DJ Set - Husky - Buffalo Blanco - Morenito de Fuego - Caro Limon - Fleurs du Mal - Omar Vera - DJ Piolo - 50 Master Dollar - DJ Plata |